# Musl
musl és una biblioteca estàndard de C (libc) destinada a sistemes operatius basats en el nucli Linux, publicada sota la llicència MIT. Va ser desenvolupada per Rich Felker amb l'objectiu d'escriure una implementació libc neta, eficient i conforme als estàndards. S'utilitza per defecte a Alpine Linux i OpenWrt i s'ofereix com a possibilitat a Void Linux i a Gentoo.
Des de maig de 2015 musl ha rebut el suport de la gcc.